# チームソニックレーシング
『チームソニックレーシング』（Team Sonic Racing）は、2019年5月21日にセガゲームスから発売されたレースゲーム。 
対応機種はPlayStation 4、Nintendo Switch、PC、Xbox One（海外のみ）。

## 概要
ソニックシリーズのキャラクター達がレースを繰り広げるレーシングゲーム。マリオカートシリーズなどのレースゲームにはない特徴として「3人一組のチームで、順位に応じた総合得点で決める」事が重要な要素として占め、個人で一位で完走しても総合得点では一位になるとは限らないシステムを採用している。
これは、シリーズプロデューサーの飯塚隆曰く、自分の子供や友人達がレーシングゲームをしていた際、勝った一人が喜び他は残念がるという光景に「一緒に遊ぶんだったら共に勝利を分かち合って喜んだ方が良い」「一人が強すぎてはレースゲームをつまらなく感じてしまう」という考えから生まれたもの。
当初は2018年末を予定していたがクオリティアップ(主にオンライン環境の改善)により2019年春に発売が延期した。
メインテーマは「GREEN LIGHT RIDE」。「ソニックフォース」に引き続きボーカル曲が採用され『ソニックアドベンチャー』シリーズの主題歌を担当するCrush 40が手掛けている。

## ストーリー
ソニック達の元に謎のレースの招待状が届いた。待ち合わせ場所にいたのは、今回のレースの主催者であるドドンパだった。いかにも怪しいドドンパにソニック達は質問を浴びせるが、一切質問に応じなかったドドンパに「仲間と共にチームを組み、ワガハイの持つ最先端テクノロジーを駆使した最速マシンで優勝を目指せ」と発破をかけられ、ソニック達はレース出場を決める。
果たしてどのチームが優勝するのか？そしてドドンパの真意は？

## ゲームシステム
概要の通り、本作では3人一組でチームを組んで協力する事が前提となっており、順位ごとに得点が決められ、チームの総合得点により勝敗が決まる形式となっている。
チームプレイに加え、個人でレースに出場するモードも収録されているが、後述のチームアクションが使えないため、難易度は高くなっている。最大で12人まで同時プレイ可能。

### チームアクション
チーム内で使える協力技。レースを有利に進めるのに重要な要素となっている。
ラインブースト
チーム内でトップを走るマシンの走行線をなぞる事で加速する。
タッチダッシュ
スピンなどによる減速中に、味方に触れてもらうことで再加速する。
アイテムボックス転送
自分が保有しているウィスプをアイテムボックスに戻し、チームメイトに振り分ける。チームメイトに与えられるウィスプはその順位に応じて自動的に決定される。
ライバルテイクダウン
自分のチームの一つ上の順位を走るチームをスピンさせることで、後述のアルティメットブースト発動に必要なゲージを貯められる。該当のチームのマシンは赤く縁取りされて表示される。
アルティメットブースト
ゲージを溜めてチーム全員で発動する強力なブースト技。チームが同時にボタンを押せば効果はさらに持続する。

### マシンタイプ
本作ではチームエッグマンを除き、ドドンパが提供したレースマシンを使用する。以下の3タイプに大別され、キャラクターごとに得意なマシンタイプが決まっている。
スピードタイプ
トップスピードが速く、ブースト中は追撃アイテムを避ける効果があるが、コースアウトや障害物にぶつかると激しく減速する。中級者向けの性能である。
テクニックタイプ
ハンドリング能力が高く、砂や沼地といった悪路でもスピードが落ちにくい一方、トップスピードはやや低い。最も初心者向けの性能である。
パワータイプ
防御力が高く、障害物を破壊しながら進むことができる。トップスピードは他の2タイプより低く、テクニックが要求される上級者向けの性能である。

### ウィスプ
『ソニック カラーズ』から登場するプラネット・ウィスプの宇宙生命体。本作ではレース中に様々な効果を発動するアイテムに相当する位置づけとなっている。また、レースの観客としても登場する。
ホワイト・ブースト
ホワイトウィスプの能力でマシンを一時的に加速させる。
シアン・レーザー
シアンウィスプの能力により、相手のマシンに一定時間当てるとスピン効果を発生させるレーザーを発射する。
ブルー・キューブ
ブルーウィスプからブロックを生成し、相手のマシンを妨害する。
ピンク・スパイク
ピンクウィスプの能力でマシン周囲にトゲ状のボールを生成し、周囲のマシンを自動攻撃する。
オレンジ・ロケット
オレンジウィスプを使い、小型ロケットを発射する。ロケットは障害物に当たると反射する。
クリムゾン・イーグル
クリムゾンウィスプを使い、相手のマシンにロックオンして発射する。
レッド・バースト
レッドウィスプの能力でマシンの走行線に炎の道を作る。
アイボリー・ライトニング
アイボリーウィスプから雷を発生させ、相手チーム全員をスピンさせる。
イエロー・ドリル
イエローウィスプの力で巨大ドリルに変身し、一定時間無敵状態になって突撃する。
マゼンタ・リズム
マゼンタウィスプの力で、相手チーム全員に画面を妨害する音符を発生させる。
グレー・クエイク
グレーウィスプの力で多数の石柱を出現させる。
バイオレット・ボイド
バイオレッドウィスプからブラックホールを発生させ、アイテムやリングを吸収したり、相手のウィスプ攻撃を無効化する。
ブラック・ボム
ブラックウィスプを爆弾にして、爆風で攻撃する。
ジェイド・ゴースト
ジェイドウィスプの能力で一定時間透明化と無敵能力を獲得し、相手チームからランダムにウィスプを奪取する。この状態ではリングの取得はできない。

## キャラクター

### プレイヤーキャラクター
チームソニック
ソニック（スピードタイプ）
声 - 金丸淳一
本作の主人公で、史上最速の青いハリネズミ。
テイルス（テクニックタイプ）
声 - 広橋涼
ソニックに相棒でメカニックに精通する子ギツネ。
ナックルズ（パワータイプ）
声 - 神奈延年
ソニックの喧嘩友達であるハリモグラ。ドドンパを怪しむが、マシンがもらえるという理由でレースに参加する。
チームダーク
シャドウ（スピードタイプ）
声 - 遊佐浩二
ソニックに酷似した姿を持つ黒いハリネズミ。
ルージュ（テクニックタイプ）
声 - 落合るみ
トレジャーハンターをしているセクシーな女コウモリ。
オメガ（パワータイプ）
声 - 楠大典
Dr.エッグマンが作ったE-100シリーズ最終ロットナンバーのロボット。
チームローズ
エミー（スピードタイプ）
声 - 川田妙子
ソニックのガールフレンドを自称するハリネズミ。元々はピクニックに来ていたが、ビッグやオモチャオがレースに興味を示したために彼等とチームを組んで出場する。
チャオ（テクニックタイプ）
声 - 小桜エツコ（オモチャオ）
オモチャオ、チャオ、ヒーローチャオ、ダークチャオの4体一組での出場だが、基本的に喋るのはオモチャオである。
ビッグ（パワータイプ）
声 - 長嶝高士
のんびりとした性格の大きなネコ。他の人物がドドンパを怪しむ中、彼を疑っていない。従前のシリーズに比べて話すスピードが若干速くなっている。
チームベクター
ベクター（パワータイプ）
声 - 三宅健太
カオティクス探偵地味所の所長であるワニ。金に困窮してレース参加を決めるが、実はある人物から依頼を受けていた。
シルバー（テクニックタイプ）
声 - 小野大輔
未来からやってきた白銀のハリネズミ。時空間移動を行使したドドンパに招待され、レースに参加する。
本作では現在から200年後の時代の出身である事が明言されている。
ブレイズ（スピードタイプ）
声 - 高森奈緒
異世界のネコの皇女。シルバー同様、時空間移動を行使したドドンパに招待され、レースに参加する。
チームエッグマン
他のチームとは異なり、エッグマン自ら開発したマシンを使用する。
Dr.エッグマン（テクニックタイプ）
声 - 中村浩太郎
ソニックの宿敵である自称悪の天才科学者。本作ではドドンパのある物を狙っている。当初はエッグポーンを従えていたが、中盤でメタルソニック、ザボックと合流し、チームを結成する。
メタルソニック（スピードタイプ）
声 - なし
ソニックを模して造られたエッグマン最高傑作のひとつであるロボット。従来シリーズ同様、喋る事が出来ない。
ザボック（パワータイプ）
声 - 中田譲治
六鬼衆のリーダー格。かつて自分を倒したソニックへの復讐のためエッグマンと手を組むが、エッグマンとの仲は悪い。

### その他のキャラクター
ドドンパ
声 - 宝亀克寿
今回のレースの主催者であるタヌキの老人。高度な技術を持つレースマシンをソニック達に提供する、プラネットウィスプに直行できるロケットを所有している、時空間移動能力を持つなど、謎が多い人物で、ソニック達からは怪しまれている。
オーボット&キューボット
声 - 岩田光央（オーボット）、高木渉（キューボット）
エッグマンの側近を務めるロボット。
エッグポーン
エッグマンの雑兵ロボット。本編前半でエッグマンと共にレースに参加していた。

## ステージ
本作では過去のソニックシリーズや『ソニック&セガ オールスターズ レーシング』シリーズに登場したステージをリメイクしたものが多く、BGMも一部を除いて過去作の楽曲のアレンジが使われている。合計7エリア・21ステージが登場する。
プラネットウィスプ
『ソニック カラーズ』で登場したウィスプ達の故郷。
ウィスプサーキット
マザーズキャニオン
ドクターズマイン
シーサイドヒル
『ソニック ヒーローズ』に登場した、海洋遺跡が立ち並ぶ南国の海岸。
ホエールラグーン
『ソニック&セガ オールスターズ　レーシング』に登場したコース。
ロストパレス
『ソニック&セガ　オールスターズ レーシング』に登場したコース。
オーシャンビュー
『ソニック&オールスターレーシング トランスフォームド』に登場したコース。
グレイシャーランド
氷河が広がる地域。遠景では火山が噴火している。
アイスマウンテン
フローズンジャンクヤード
ヒドゥンボルケーノ
カジノパーク
『ソニック ヒーローズ』に登場したカジノパーク。
ルーレットロード
ビンゴパーティ
ピンボールハイウェイ
『ソニック&セガ オールスターレーシング』に登場したサーキット。
サンドポリス
『ソニック&ナックルズ』に登場した砂漠。
ブーズハウス
『ソニックアドベンチャー2』に登場した、幽霊のブーやキングブーブー達が住み着く広大な遺跡。
サンドロード
クロックワークピラミッド
『ソニック フォース』のグリーンヒルに所在していた、機械化されたピラミッド。
オレンジルーフス
『ソニックワールドアドベンチャー』に登場した国「スパゴニア」をモチーフとしている。
マーケットストリート
ホーンテッドキャッスル
スカイロード
ファイナルフォートレス
『ソニック ヒーローズ』に登場した無敵艦隊の旗艦内部。
サンダーデッキ
『ソニック&セガ オールスターズ レーシング』に登場したコース。
ダークアーセナル
『ソニック&セガ オールスターズ レーシング』に登場したコース。
タービンループ
『ソニック&セガ オールスターズ レーシング』に登場したサーキット。

## 受賞
| 年     | 賞                                                  | 部門                   | 結果       | 参照  |
| ------ | --------------------------------------------------- | ---------------------- | ---------- | ----- |
| 2018年 | Game Critics Awards                                 | Best Racing Game       | ノミネート | [ 2 ] |
| 2018年 | Gamescom                                            | Best Casual Game       | 受賞       | [ 3 ] |
| 2018年 | Gamescom                                            | Best Racing Game       | ノミネート | [ 3 ] |
| 2019年 | The Independent Game Developers' Association Awards | Best Racing Game       | ノミネート | [ 4 ] |
| 2020   | NAVGTR Awards                                       | Game, Franchise Racing | ノミネート | [ 5 ] |